# Anhaltische Landesbücherei Dessau
Koordinaten: 51° 50′ 7,7″ N, 12° 14′ 49,8″ O
Die Stadtbibliothek Dessau-Roßlau ist eine Bibliothek in Dessau-Roßlau.

## Zugehörige Bibliothek und Standorte
Zur Stadtbibliothek Dessau-Roßlau gehören:
- eine Öffentliche Bibliothek an den Standorten Hauptbibliothek (Dessau), Ludwig-Lipmann-Bibliothek (Roßlau), Bibliothek Rodleben

Die Bibliothek hatte 2011 einen Bestand von 212.210 Medieneinheiten sowie 5.026 Nutzer an allen vier Standorten. Es wurden 197.635 Besucher und 316.000 Entleihungen gezählt.
Der digitale Bibliothekskatalog ist als Online Public Access Catalogue (OPAC) online zugänglich. In ihm sind jedoch die Bestände der wissenschaftlichen Bibliothek bislang nur teilweise erfasst.

## Geschichte
Die Bibliothek wurde 1898 als „Städtische Volksbücherei“ gegründet. 1922 wurde sie durch Beschluss des Landtages des Freistaates Anhalt zur „Anhaltischen Landesbücherei“. Ihr Buchbestand war bis zum Zweiten Weltkrieg auf rund 200.000 Bände angewachsen. 1943 wurde aufgrund der Luftangriffe auf Dessau die kostbarsten Bücher ausgelagert, unter anderem in Bergwerksstollen des Schachtes I des Salzbergwerks Solvayhall bei Bernburg. Beim Bomberangriff am 7. März 1945 wurde die Anhaltische Landesbücherei zerstört. Dabei und weil nach der Einnahme der Stadt die Sieger Bücher als Beutegut abtransportierten, gingen etwa 90 % des Buchbestandes verloren.
Nach Kriegsende wurde der Bestand unter dem Namen „Landesbücherei Dessau“ nach und nach wieder aufgebaut. 1957 wurde die Landesbücherei Dessau organisatorisch der Universitäts- und Landesbibliothek Sachsen-Anhalt zugeordnet. 1969 wurde sie mit der Stadtbücherei Dessau zur Stadtbibliothek Dessau zusammengelegt. 1991 wurde die Stadtbibliothek wieder in „Anhaltische Landesbücherei Dessau“ umbenannt.
Die Hauptbibliothek, zeitweilig auch „Stadtbibliothek“ genannt, ist seit 1962 im früheren Palais Waldersee in der Zerbster Straße 10 untergebracht. Die Wissenschaftliche Bibliothek ist seit 1996 im Palais Dietrich in der Zerbster Straße 35 aufgestellt.

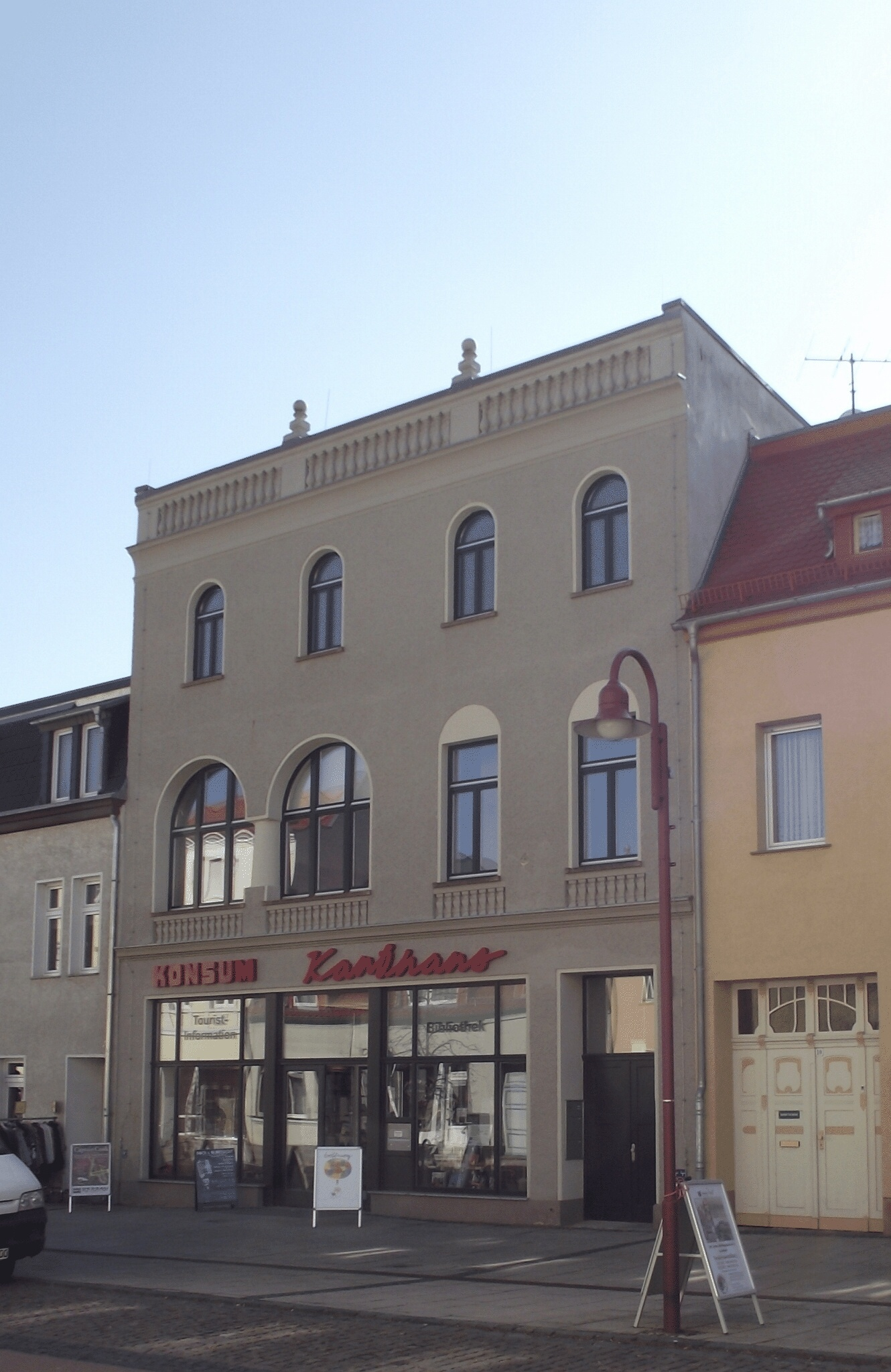
Kulturkaufhaus in Roßlau

Am 6. März 2012 wurde die neue Roßlauer Stadtbibliothek „Ludwig Lipmann“ der Öffentlichkeit übergeben. Sie befindet sich gemeinsam mit der Tourist-Information im Kulturkaufhaus in der Hauptstraße 11 und bietet auf zwei Etagen Freihandausleihe, Kinderbibliothek, Lese- und Veranstaltungssaal sowie Internetarbeitsplätze und Buchklappe. Zeitgemäße und großzügige Ausstattung machen sie zu einer der modernsten Bibliotheken der Region. Das Gebäude, das  jahrzehntelang als Kaufhaus diente, wurde durch den Umbau zu einem neuen kulturellen Zentrum des Stadtteils. In den ersten drei Monaten nach der Eröffnung konnten 10.000 Besucher begrüßt werden, die Zahl der Entleihungen stieg um 44 % gegenüber dem Vorjahreszeitraum.

## Bestand
Die wissenschaftliche Bibliothek der Anhaltischen Landesbücherei ist Regionalbibliothek Anhalts mit historischen Sammlungen, wie der berühmten „Georgsbibliothek“ mit den Sammlungen des Reformators Georg III. von Anhalt sowie des Theologen Georg Helt, der „Herzoglichen Behördenbibliothek“, sowie der 1820 gegründeten „Herzoglichen Hofbibliothek“.
Es werden Nachlässe des Komponisten und Dessauer Hofkapellmeisters Friedrich Schneider (1786–1853), des Dichters Wilhelm Müller (1794–1827), von Friedrich von Matthisson (1761–1831) und Hermann Conradi (1862–1890), des Dessauer Philanthropins und als Dauerleihgabe der Nachlass des Schriftstellers Werner Steinberg (1913–1992) verwaltet.
Seit 1992 wird eine Sammlung von Künstlerbüchern aufgebaut, die von mittelalterlicher Buchkunst bis zur Moderne reicht.